# Trio Wiłkomirskich

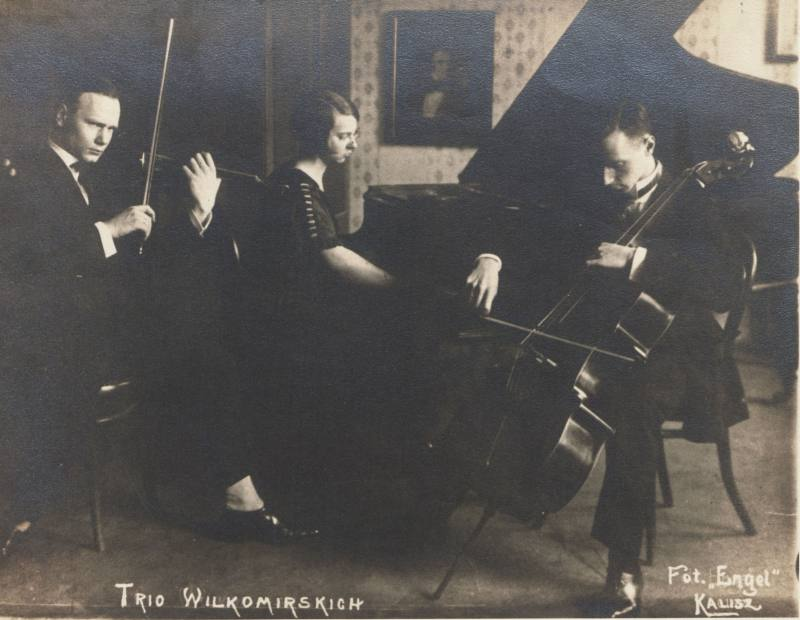
Trio Wiłkomirskich: Maria, Michał i Kazimierz w Kaliszu ok. 1926 r.

Trio Wiłkomirskich – trio kameralne założone jako dziecięcy zespół.

## Historia
Pomysłodawcą i założycielem zespołu był Alfred Wiłkomirski w 1913 roku w Moskwie. W składzie tria była trójka jego dzieci: Kazimierz lat 13 grał na wiolonczeli, Michał lat 11 na skrzypcach oraz na fortepianie Maria lat 9. Pierwszy publiczny występ miał miejsce w rosyjskim miasteczku Bogorodosk dnia 13 lutego 1913. Pierwszy samodzielny koncert trio dało w Moskwie w 1915. Koncertowali w Rosji, w Moskwie, Riazaniu oraz od 1919 w Polsce: w Częstochowie, Łodzi, Poznaniu, Warszawie. W ciągu pierwszych 10 lat istnienia trio dało 58 koncertów.
Zespół miał w swoim repertuarze utwory Wolfganga Amadeusa Mozarta, Ludwiga van Beethovena, Fryderyka Chopina, Johannesa Brahmsa, Roberta Schumanna, Franza Schuberta, Piotra Czajkowskiego, Antona Arienskiego, Siergieja Taniejewa.
W 1925 Michał wyjeżdża na stypendium do Francji a następnie do USA. Stan zdrowia nie pozwala na koncertowanie i podróże i dlatego rezygnuje z występów publicznych. Zajmuje się hodowlą koni i uprawą pomarańczy. Do Polski wrócił w 1972.
W 1945 do tria dołącza Wanda, najmłodsza z rodzeństwa Wiłkomirskich. Trio Wiłkomirskich koncertuje do 1976.
W 2015 obchodzono Rok Rodziny Wiłkomirskich; w Kaliszu na inauguracji obchodów koncertowali: Celina Kotz na skrzypcach, Maciej Kułakowski na wiolonczeli i przy fortepianie Łukasz Trepczyński. Na widowni byli prof. Wanda Wiłkomirska oraz maestro Józef Wiłkomirski.
Młodzi wykonawcy otrzymali przywilej noszenia nazwy, po funkcjonującym rodzinnym trio, i występują jako Trio im. Wiłkomirskich.

## Dyskografia
Trio w składzie z rodzeństwem Wiłkomirskich wydało jedną płytę, Piotr Czajkowski – Trio na fortepian, skrzypce i wiolonczelę a-moll, op. 50 (Trio Wiłkomirskich: Maria Wiłkomirska – fortepian, Wanda Wiłkomirska – skrzypce, Kazimierz Wiłkomirski – wiolonczela), Polskie Nagrania „Muza” (SXL 0811).
W składzie z XXI wieku trio nagrało płytę – „Anton Arensky Piano Trios” – CD DUX 1320; Trio im. Wiłkomirskich.